# Comtat de Sevier (Arkansas)
El comtat de Sevier (en anglès: Sevier County), fundat el 1828, és un comtat de l'estat nord-americà d'Arkansas. L'any 2000 tenia 15.757 habitants amb una densitat poblacional de 10.79 persones per km². La seu del comtat és De Queen.

## Geografia
Segons l'Oficina del Cens, el comtat té una àrea total de 1,505 km2 (581.1 sq mi) quilòmetres quadrats (581,1 1,461 km2 (564.1 sq mi)), de la qual (564,1 45 km2 (17.4 sq mi)) és terra i (17,4) és aigua.

### Ciutats i pobles
- Ben Lomond
- De Queen
- Gillham
- Horatio
- Lockesburg

## Majors autopistes
- O.S. Highway 59
- O.S. Highway 70
- O.S. Highway 71
- O.S. Highway 371
- Carretera 24
- Carretera 27
- Carretera 41